# Orquesta de la Suisse Romande
La Orchestre de la Suisse Romande (OSR); literalmente, Orquesta de la Suiza francófona es una orquesta sinfónica de Suiza, con domicilio en Ginebra, en el Victoria Hall. Además de conciertos sinfónicos, la OSR actúa en las producciones operísticas del Grand Théâtre de Genève.

## Historia
Ernest Ansermet fundó la OSR , con el miembro del Gran Consejo de Ginebra, Paul Lachenal en 1918,con una plantilla de 48 intérpretes y una temporada de seis meses de duración. Además de músicos suizos, la OSR acogió inicialmente músicos de otros países, como Austria, Francia, Alemania e Italia. Ansermet incrementó gradualmente el número de músicos suizos en la orquesta, alcanzando un 80% en 1946. Ansermet permaneció como director musical de la orquesta durante 49 años, de 1918 a 1967. 
En 1938 la orquesta se fusionó con otra orquesta de radio basada en Lausanne. A continuación, la OSR comenzó a transmitir regularmente sus conciertos por la radio suiza. La orquesta mantuvo durante largo tiempo un contrato de grabación con la casa discográfica británica Decca, desde la época de Ansermet, y que produjo más de 300 grabaciones, comenzando en 1947 con La mer, de Debussy. La OSR ha estrenado muchas obras de compositores suizos, como Arthur Honegger, Frank Martin o Heinz Holliger. Durante el mandato de Armin Jordan (1985-1997), la OSR continuó grabando para el sello Erato.
Desde 2005, el director artístico y musical de la OSR fue Marek Janowski, que realizó con la orquesta distintas grabaciones para el sello Pentatone. En septiembre de 2008, Janowski extendió su contrato hasta 2015, aunque posteriormente, en enero de 2010, el director y la orquesta acordaron en concluir su relación después de la temporada 2011-2012. En septiembre de 2010, la OSR nombró a Neeme Järvi como su noveno director artístico, con efecto desde enero de 2011, y como director musical a partir del fin de contrato de Janowsky.
En enero de 2015, la OSR nombra a Jonathan Nott  director musical a partir de enero de 2017.

## Directores musicales
- Ernest Ansermet (1918-1967)
- Paul Kletzki (1967-1970)
- Wolfgang Sawallisch (1972-1980)
- Horst Stein (1980-1985)
- Armin Jordan (1985-1997)
- Fabio Luisi (1997-2002)
- Pinchas Steinberg (2002-2005)
- Marek Janowski (2005-2012)
- Neeme Järvi (2012-2015)
- Jonathan Nott (2017- )